# أصدقاء الشيطان (فلم)
أصدقاء الشيطان فيلم مصري تم إنتاجه عام 1988.

## القصة
تدور قصته حول أبو خطوة الذي مات وترك وقفا كبيرًا لأبنائه وأحفاده حرافيش الحسنية والدراسة ولكن الأغنياء منهم باعتبارهم أشرافا استولوا على ريع الوقف الذي يديره الناظر عزيز أفندي (أبو بكر عزت) واستغلوا جهل الحرافي ش وادعوا أن الوقف عليه ديون.
المعلم عبده (فريد شوقي) صاحب المصبغة، كان متزوجًا من المرأة اللعوب زهيرة وأنجبت ابنه جلال (الذي أدى دوره الفنان نور الشريف)، ولكن قتلها أحد أزواجها السابقين، وعاش عبده بعارها، لا يبرح (البوظة) التي يمتلكها سنقر(عبد السلام محمد) وابنته الراقصة وهيبة (فريده سيف النصر)، بينما كبر جلال، وتولى أمر المصبغة وعرف طريقه للمسجد، وأحب قمر (صابرين) ابنة عزيز أفندي، وبذل جهدا لإقناع والدها بالموافقة على زواجها، واضطر لخيانة الحرافيش وبيع ضميره، بالشهادة زورا أن حسابات عزيز أفندي صحيحة، وذلك ليتزوج من قمر، وتتوالى الأحداث إلى أن تلقى قمر مصرعها يوم زفافها بسبب طلقة طائشة فيقرر زوجها جلال الانتقام، وبالفعل يتمكن من هزيمة قاتلها (الزنديق) الذي جسد دوره (الفنان سيد زيان) ويصيبه بالعمى، ليصبح الفتوة، ولكن المعلم جلال يقرر أن يقيم العدل بأقصى درجاته ويأخذ من الأغنياء ليعطي الفقراء.
ولكن تخوفه من الموت وأن يضيع ما بناه في حارته، من بعده، جعله يلجأ لأحد المشعوذين ويدعى شاور (جسد دوره الفنان فؤاد أحمد)، الذي يخبره بأنه إذا أراد الخلود عليه أن يخاوي الجن شريطة أن يكون جنا كافرا مجوسيا، وبالفعل ينصاع المعلم جلال لأوامر شاور، ويعود بعد فترة عزلة بداخله قوة خارقة، تمكنه من هزيمة منافسيه، بأيدٍ خاوية.
وبعد أن عاد جلال ليقضى على نجل (الزنديق) حسان (مصطفى متولي)، ويستعيد الوقف، ويطمئن لتغلبه على الموت وبدأ جلال حياته الجديدة بقتل شاور الذي يعلم سره مع الجان، وانغمس في الشهوات مع زينات (مديحة كامل)، وقررا القضاء على جلال، فوضعوا الراقصة مي (نجوى سلطان)، في طريقه وأبلغوا زينات بخيانته لها، وأمدها عبد الخالق العطار (نعيم عيسى) بالسم الذي تنتقم به من جلال، والذي تمكنت زينات من دسه له في الخمر وقتلته، وقال عبده إن الجسد يموت ولكن تبقى الأفعال الطيبة خالدة، ثم قتل العطار وتولى الحرافيش قتل بقية الإشراف.